# 15702 Olegkotov
15702 Olegkotov è un asteroide della fascia principale. Scoperto nel 1987, presenta un'orbita caratterizzata da un semiasse maggiore pari a 2,7379130 UA e da un'eccentricità di 0,1377250, inclinata di 7,95336° rispetto all'eclittica.